# Ludovic Winter
 (mars 2012).
Si vous disposez d'ouvrages ou d'articles de référence ou si vous connaissez des sites web de qualité traitant du thème abordé ici, merci de compléter l'article en donnant les références utiles à sa vérifiabilité et en les liant à la section « Notes et références ».
Pour les articles homonymes, voir Winter.
Ludovic (ou Ludwig) Winter est un paysagiste badois né à Heidelberg dans le grand-duché de Bade et mort à Mannheim (9 août 1846 – 12 juillet 1912).

## Biographie
Il a exercé son activité essentiellement en Italie au XIXe siècle, sur la Riviera ligure. Il s'y est rendu célèbre comme paysagiste, pépiniériste et jardinier en travaillant d'abord chez Charles Huber.
C'est lui en particulier qui introduisit les palmiers à grandes palmes dans la région d'où il essaimèrent dans toute la région.
C'est plus particulièrement à Bordighera que l'on peut visiter les Jardins Winter qu'il créa en 1877. On lui doit en particulier bien des inventions du jardin botanique Hanbury à La Mortola, création des frères Thomas et Daniel Hanbury.
Peu connu en France car il œuvra surtout sur la Riviera ligure ou "Riviera dei Fiori" qui s'étend de Vintimille à Imperia. Il fit cependant quelques incursions en France et plus particulièrement au cap Martin où se trouvait à la même époque régulièrement en villégiature toute la colonie aristocratique austro-allemande (dont Élisabeth d'Autriche et son époux François-Joseph).
Il dessina également les jardins de l’impératrice Eugénie, Villa Cyrnos (Cap Martin), ceux du Prince Hohenlohe à San Remo, de la Comtesse Foucher de Careil à Menton, ceux de la Villa Zirio à San Remo, de la Villa Bischoffsheim à Bordighera et les jardins du Borgo Storico Seghetti Panichi à Ascoli Piceno. Il influença bien d'autres paysagistes de la Côte d'Azur dont Lawrence Johnston, le créateur du fameux Serre de La Madonne à Menton ou Ferdinand Bac, non moins talentueux aux Colombières (Menton) ou à la Fiorentina (Saint-Jean-Cap-Ferrat).
Son importance doit être soulignée tout comme celle de la colonie allemande souvent oubliée à cause des affres de l'histoire qui suivirent cette période dorée de la Riviera.

## Distinctions
: il est fait[Quand ?] chevalier de l'ordre de la Couronne d'Italie.

## Jardins et parcs
Il subsiste plusieurs jardins qui portent la trace de Ludovic Winter :
- Jardin botanique Hanbury à la Mortola
- Jardins Winter à Bordighera[2]
- les jardins de Villa Bischoffsheim ou Villa Etelinda, Bordighera
- Les jardins de Villa Garnier, Bordighera
- les jardins de Villa Margherita, Bordighera
- Villa Wilmott, Imperia
- Borgo Storico Seghetti Panichi, Ascoli Piceno

## Sélection
Hybrides que l'on doit à Ludovic Winter :
- Acacia ×deneufvillei ;
- Acacia ×hanburyana ;
- Acacia ×siebertiana.